# Leucania anthracoscelis
Leucania anthracoscelis är en fjärilsart som beskrevs av Charles Boursin 1962. Leucania anthracoscelis ingår i släktet Leucania och familjen nattflyn. Inga underarter finns listade i Catalogue of Life.